# Der vierte Mann (1952)
Der vierte Mann (Originaltitel: Kansas City Confidential) ist ein in Schwarzweiß gedrehter US-amerikanischer Film noir von Phil Karlson aus dem Jahr 1952. Der Film wurde nachträglich koloriert.

## Handlung
Tim Foster plant in Kansas City einen Bankraub. Dazu trifft er sich nacheinander mit den drei Kriminellen Pete Harris, Tony Romano und Boyd Kane, um sie als Komplizen anzuwerben. Alle drei (Harris und Kane sind Polizistenmörder) sind in einer schwierigen bis aussichtslosen Lage, so hat Foster leichtes Spiel. Da er während dieser Treffen sein Gesicht hinter einer Maske versteckt, bleibt er selbst für die Gangster anonym. Damit sich die drei im Falle einer späteren Verhaftung auch untereinander nicht identifizieren können, tragen alle auch während des Überfalls Masken. Der Raub läuft wie geplant und die Räuber können unerkannt in einem Sattelzug fliehen. Foster gibt seinen Komplizen die Anweisung, sich an verschiedenen Orten außerhalb des Landes zu verstecken und dort abzuwarten, bis er ihnen ein Telegramm schickt, um sie zur Aufteilung der Beute zusammenzurufen.
Da die Gangster als Fluchtfahrzeug einen Lieferwagen mit der Aufschrift eines Blumengroßhändlers verwendet haben, wird Joe Rolfe, der Fahrer des echten Auslieferfahrzeugs, festgenommen. Weil Rolfe selbst eine kriminelle Vergangenheit hat, geht die Polizei mit ihm bei den folgenden Verhören alles andere als zimperlich um. Obwohl man ihm letztendlich nichts nachweisen kann und er wieder frei gelassen wird, verliert Rolfe seinen Job, der für ihn die Chance eines Neuanfangs bedeutet hatte. Um seinen ruinierten Ruf wiederherzustellen, macht er sich selbst auf die Suche nach den Bankräubern.
Durch seine alten Unterwelt-Verbindungen gerät Rolfe auf die Spur von Pete Harris. Es gelingt ihm, Harris in der mexikanischen Grenzstadt Tijuana aufzuspüren und aus ihm die Wahrheit über den Banküberfall herauszupressen. Da Harris zwischenzeitlich das erwartete Telegramm erhalten hat, wird er von Rolfe gezwungen, gemeinsam zum geplanten Treffen zu fliegen. Als Harris in der Abflughalle von der Polizei gestellt und erschossen wird, schlüpft Rolfe kurzerhand in dessen Rolle und fliegt selbst zum Treffpunkt, einem Urlaubshotel in einem mexikanischen Badeort Borados. Dort trifft er auf die anderen beiden Bankräuber. Foster, der Organisator des Raubes, hält sich ebenfalls dort auf.
Es stellt sich heraus, dass Foster ein verbitterter ehemaliger Polizeibeamter ist, der die Beute nicht wirklich aufteilen will. Vielmehr beabsichtigt er, seine Komplizen der Polizei ans Messer zu liefern, um die ausgeschriebene Belohnung der Versicherungsgesellschaft zu kassieren. Als Romano und Kane klar wird, dass Rolfe nicht der ist, für den er sich ausgibt, überschlagen sich die Ereignisse. Bei der finalen Konfrontation auf dem Boot, auf dem Foster das Geld versteckt hat, erschießt Romano zunächst auf Anregung von Rolfe Kane, um dessen Anteil einzustecken. Foster tritt dazu und wird von Romano durch einen Schuss tödlich verwundet. Romano stürzt sich auf Rolfe, aber Foster kann den Ganoven noch durch einen Schuss in den Rücken töten. Bevor Foster stirbt, teilt er der Polizei mit, dass er gemeinsam mit Rolfe die Gangster überführt hätte und Rolfe deshalb die Belohnung zustünde. Rolfe bringt es nicht übers Herz, Fosters Lüge aufzudecken, und bestätigt seine Geschichte. Rolfe sieht nun einer gemeinsamen Zukunft mit Fosters Tochter Helen entgegen. Sie ist angehende Rechtsanwältin, er hat die Frau auf dem Flug nach Borados kennengelernt.

## Hintergrund
Der vierte Mann startete am 28. November 1952 in den Kinos der USA. In Deutschland kam er am 29. Dezember 1953 in die Kinos.

## Kritik
„Inszenatorisch mäßiger Gangsterfilm mit einigen Rohheiten, der als Spiegel menschlicher Verworfenheit angepriesen wurde, diesem reißerischen Anspruch aber nie gerecht wird.“

„Der vierte Mann ist einer der besten Film noirs der 1950er Jahre.“